# Dendrothrips ornatus
Dendrothrips ornatus är en insektsart som först beskrevs av Jablonowski 1894.  Dendrothrips ornatus ingår i släktet Dendrothrips och familjen smaltripsar. Inga underarter finns listade i Catalogue of Life.